# Этерскел мак Маэл Умай

Ирландия в VIII — первой трети IX века

Этерскел мак Маэл Умай (др.‑ирл. Eterscél mac Máele Umai; умер в 721) — король Мунстера (упоминается в 697 году и, возможно, в 713—721 годах) из рода Эоганахтов из Айне.

## Биография
Этерскел был одним из двух сыновей Маэл Умая и внуком Куана мак Амалгадо, правившего Мунстером в 637/639—641 годах. Резиденция правителей Эоганахтов из Айне находилась вблизи современного селения Кнокани (в графстве Лимерик).
Средневековые исторические источники сообщают противоречивые сведения о преемственности монархов Мунстера на рубеже VII и VIII веков. По свидетельству ирландских анналов, в конце VII века мунстерским королём был Айлиль мак Катайл из рода Глендамнахских (Глендамайнских) Эоганахтов, скончавшийся в 698 или в 701 году. По хронологии «Анналов Тигернаха», упоминающих короля Айлиля в 696 году, он должен был быть преемником своего брата, умершего в 695 или в 696 году короля Фингуне мак Катайла. Как правитель всего Мунстера Айлиль упоминается и в ирландской саге «История обнаружения Кашела», в которой он назван преемником Фингуне и предшественником Этерскела. В то же время Этерскел в качестве короля Мунстера назван в целом ряде средневековых источников, в том числе, в трактате «Laud Synchronisms» (здесь он наделён шестью годами правления), в «Лейнстерской книге» и в тексте принятого в 697 году на Биррском синоде «Закона Адамнана». В последнем документе, достоверность которого у современных историков не вызывает сомнения, Этерскел назван королём всего Мунстера. Здесь же присутствует и имя Айлиля мак Катайла, но в нём он упомянут только как правитель Маг Феймин (земель в окрестностях современного Фермоя). Среди гарантов исполнения «Закона Адамнана» названы и несколько других мунстерских владетелей: король Иармуму (Западного Мунстера) Ку Динайск мак Келлайг из рода Лох-Лейнских Эоганахтов, король Уи Фидгенти Эоганан мак Крундмайл и король Десмуму (Южного Мунстера) Эладах мак Дунлайнге из Ратлендских Эоганахтов.
В «Мунстерской книге» сообщается о том, что у Этерскела мак Маэл Умая был старший брат Уснех, избранный наследником мунстерского престола. Однако он был убит завидовавшим ему Этерскелом, который, таким образом, смог получить власть над королевством.
На основании данных средневековых источников часть современных историков предполагает, что после кончины короля Фингуне мак Катайла между Этерскелом мак Маэл Умаем и Айлилем мак Катайлом началась борьба за престол. Вероятно, первоначально успех сопутствовал Айлилю, но уже ко времени проведения Биррского синода 697 года Этерскел смог стать единовластным правителем Мунстера. Однако вскоре после этого собрания Этерскел по неизвестным причинам отказался от своих притязаний. Возможно, он не препятствовал и вступлению на престол преемника Айлиля, короля Кормака мак Айлелло из Кашелских Эоганахтов, правившего до 713 года. После же Кормака власть над Мунстером получил Катал, сын Фингуне мак Катайла. Такой порядок престолонаследия соответствует данным трактата «Laud Synchronisms».
В то же время существует мнение, согласно которому, Этерскел мак Маэл Умай после гибели Кормака мак Айлелло сам овладел властью над Мунстером. Это предположение основано на данных ирландских анналов, в которых Катал мак Фингуйне начинает упоминаться как король Мунстера только после смерти Этерскела. Кончина Этерскела датируется 721 годом. В сообщении об этом событии в «Анналах Инишфаллена» он наделён титулом «король Кашела», что, возможно, также подтверждает мнение, что ко времени своей смерти Этерскел признавался мунстерцами своим правителем.
Если мнение историков об Этерскеле мак Маэл Умае как о преемнике Кормака мак Айлелло верно, то к его правлению должно относиться вторжение в Мунстер лейнстерцев в 715 году. Это нападение было организовано королём Мурхадом мак Брайном, который сразу же после получения престола Лейнстера совершил поход в Мунстер, дошёл до находившейся на Кашелской скале резиденции неназванного по имени местного правителя и получил от того заложников. Предполагается, что этот поход должен был продемонстрировать намерение короля Мурхада установить свою верховную власть над всей Южной Ирландией, подобную той, какой представители рода Уи Нейллов владели над землями северной и центральной части острова.
Согласно средневековым генеалогиям (в том числе, сохранившимся в «Мунстерской книге»), сын Этерскела мак Маэл Умая Катуссах также как и его отец владел королевским титулом.